# يفخور (المهرة)

تعديل مصدري - تعديل

يفخور هي إحدى قرى مديرية المسيلة التابعة لمحافظة المهرة، بلغ تعداد سكانها 100 نسمة حسب تعداد اليمن لعام 2004.